# Tadeusz Barszczak
Tadeusz Stanisław Barszczak (zm. 9 listopada 2016) – polski specjalista chemii rolniczej, prof. zw. dr hab.

## Życiorys
Obronił pracę doktorską, następnie uzyskał stopień doktora habilitowanego. Otrzymał tytuł profesora w zakresie nauk rolniczych. Został zatrudniony w Katedrze Nauk o Środowisku Glebowym na Wydziale Rolniczym Szkoły Głównej Gospodarstwa Wiejskiego, oraz w Instytucie Agrobiznesu i Turystyki na Wydziale Zarządzania  Politechniki Białostockiej.
Zmarł 9 listopada 2016.